# Имяново (Караидельский район)
Имяново (баш. Имән) — деревня в Караидельском районе Республики Башкортостан Российской Федерации. Входит в состав Урюш-Битуллинского сельсовета. 

## География

### Географическое положение
Расстояние до:
- районного центра (Караидель): 49 км,
- ближайшей ж/д станции (Щучье Озеро): 112 км.

## Население
| 2002 | 2009 | 2010 |
| ---- | ---- | ---- |
| 9    | ↘3   | ↗4   |

Национальный состав
Согласно переписи 2002 года, преобладающие национальности — башкиры (56 %), татары (44 %).